# Biblioteca Úlpia
Biblioteca Úlpia era uma biblioteca pública criada pelo imperador romano Trajano em 114 no fórum que leva seu nome. Ela era considerada uma mais importante e mais famosas das bibliotecas da Antiguidade. Depois da destruição da Biblioteca de Alexandria, no século III, sua importância cresceu ainda mais. Foi a única biblioteca romana a sobreviver até a queda do Império Romano do Ocidente, em meados do século V.

## História
Em 112, o imperador Trajano encomendou que uma biblioteca fosse construída em seu fórum, que ficava ao norte do Fórum Romano, o coração do Império Romano. A obra foi completada dois anos depois. A Biblioteca Úlpia rapidamente se tornou o principal centro acadêmico de Roma, com mais de 20 000 rolos contendo todos os registros sobre a população romana vindos da biblioteca do Átrio da Liberdade, demolido para a construção do Fórum de Trajano. Além dos registros, a biblioteca também incorporou a coleção particular de Epafrodites de Queroneia, que, acredita-se, continha mais de 30 000 itens.
No início do século IV, o acervo da Biblioteca Úlpia foi levada para as Termas de Diocleciano, possivelmente para que o local fosse reformado, pois ele já estava de volta em 455, quando o imperador Ávito encomendou um busto de Didônio Apolinário para ser colocado lá.

## Descrição
A Biblioteca Úlpia continuou a tradição romana e mantinha separados os acervos de obras em grego e latim. Os dois recintos que compunham a biblioteca estavam de frente um para o outro numa pequena praça colunada que envolvia a Coluna de Trajano. Os edifícios tinham dois andares e contavam com tetos abobadados para o máximo aproveitamento da luz natural. As paredes interiores eram divididas em baias por colunas "posicionadas em oposição aos pilares que emolduravam os nichos que abrigavam os livros e rolos". Havia três degraus entre as colunas que permitiam "acesso ao corredor de frente para as estantes". Do outro lado do salão havia recessos para uma estátua em cada andar, presumivelmente de Trajano e possivelmente de Minerva. As obras ficavam abrigadas em nichos contendo as estantes de madeira localizadas em ambas as paredes mais longas e na parede do fundo (sete em cada uma das laterais e quatro no fundo).
Estimativas sobre a quantidade de rolos e livros são de cerca de 10 000 para cada um dos edifícios (grego e latim). "Além disto, havia também muito material de arquivo, como éditos pretorianos e decretos senatoriais, além da autobiografia de César e os comentários de Trajano sobre as Guerras Dácias, da qual apenas umas poucas palavras sobreviveram".

## Planimetria
| Planimetria dos fóruns imperiais de Roma |
| --- |
| Pórtico Curvo Pórtico Purpúreo Secretaria do Senado Plano de Mármore Templo da Via Sacra Biblioteca Vico Cúprio Arco de Trajano Arco de Druso Arco de Gêrmanico Pórtico Absidado Quadriga Estátua equestre Fórum de Trajano Mercado de Trajano Biblioteca Úlpia Coluna de Trajano Basílica Úlpia Basílica Argentária Templo de Marte Vingador Templo de Minerva Templo da Paz Fórum de César Templo da Vênus Genetrix Átrio da Liberdade Estátua equestre Fórum Romano Cúria Júlia Basílica Emília Subura Fórum de Nerva Fórum de Augusto Fórum da Paz |